# حمام كجو
حمّام كجو وكان قديماً يسمى حمام كيجة جيلر ومعناه (أهل اللباد)، وهو من حمامات بغداد العامة القديمة يقع في شارع باب الآغا بجانب  الرصافة من بغداد، بجوار سوق الأمانة ، كان قد شيد بمكانه البنك اللبناني الذي تملكه عائلة صعب اللبنانية ، وهو حمام صغير نسبة إلى الحمامات الأخرى . 